# Martina Capurro Taborda
Martina Capurro Taborda (Avellaneda, 4 de diciembre de 1997) es una tenista argentina. El 15 de enero de 2024, alcanzó la 149ª posición en el ranking WTA.
En el circuito de la ITF, ha ganado ocho títulos en individuales y siete en dobles. Capurro Taborda hizo su debut en el cuadro principal circuito WTA en el WTA International de Florianópolis en 2016, donde ingresó al torneo como perdedora afortunada. En ese mismo torneo en la temporada 2023, por la categoría WTA 125, tuvo su mejor semana al derrotar a rivales mejor clasificadas como la estadounidense Elizabeth Mandlik (115°) y su compatriota Nadia Podoroska (75°) y alcanzar la final, donde fue derrotada por la ex top 40 australiana, Ajla Tomljanović, en la definición.
A los 19 años fue becada por la Universidad de Oklahoma, donde se recibió de dos carreras mientras jugaba tenis universitario. Luego volvió de lleno al circuito profesional y obtuvo sus primeros dos títulos ITF W15 en 2022.
En 2023 debutó en el Equipo de la Copa Billie Jean King de Argentina donde obtuvo cuatro victorias y una derrota para ayudar a su equipo a ganar la zona americana y clasificar a los Play-Offs. Luego de esa participación obtuvo cinco torneos ITF W25 en seis semanas lo que le permitió llegar al top 200 del ranking. Participó de los Juegos Panamericanos 2023, donde obtuvo una medalla de bronce en dobles mixto junto a Facundo Díaz Acosta.

## WTA 125s (0)

### Individuales

#### Finales (1)
| N.º | Fecha                   | Torneo        | Superficie    | Oponente         | Resultado |
| --- | ----------------------- | ------------- | ------------- | ---------------- | --------- |
| 1.  | 26 de noviembre de 2023 | Florianópolis | Tierra batida | Ajla Tomljanović | 1-6, 5-7  |

## Finales del Circuito ITF
| Leyenda                      |
| ---------------------------- |
| Torneos de 100.000 dólares   |
| Torneos de 75/80.000 dólares |
| Torneos de 50/60.000 dólares |
| Torneos de 25/35.000 dólares |
| Torneos de 15.000 dólares    |
| Torneos de 10.000 dólares    |

### Individuales: 12 (8 títulos, 4 subcampeonatos)
| Resultado | G–P | Fecha           | Torneo                                     | Nivel  | Superficie | Rival              | Puntaje          |
| --------- | --- | --------------- | ------------------------------------------ | ------ | ---------- | ------------------ | ---------------- |
| Finalista | 0–1 | junio de 2016   | ITF Buenos Aires, Argentina                | 10.000 | Arcilla    | Victoria Bosio     | 0–6, 2–6         |
| Campeona  | 1–1 | abril de 2022   | ITF São Paulo, Brasil                      | 15.000 | Arcilla    | Nadine Keller      | 6–1, 6–3         |
| Finalista | 1–2 | mayo de 2022    | ITF Curitiba, Brasil                       | 15.000 | Arcilla    | Bianca Behúlová    | 4–6, 6–7(2)      |
| Campeona  | 2–2 | mayo de 2022    | ITF São Paulo II, Brasil                   | 15.000 | Arcilla    | Noelia Zeballos    | 2–6, 6–3, 6–0    |
| Campeona  | 3–2 | junio de 2023   | ITF Santo Domingo, República Dominicana    | 25.000 | Arcilla    | Leonie Küng        | 6–2, 6–4         |
| Campeona  | 4–2 | julio de 2023   | ITF Santo Domingo II, República Dominicana | 25.000 | Arcilla    | Gergana Topalova   | 3–6, 6–0, 6–0    |
| Campeona  | 5–2 | julio de 2023   | ITF Punta Cana, República Dominicana       | 25.000 | Arcilla    | Ekaterina Makarova | 1–6, 6–4, 6–4    |
| Campeona  | 6–2 | julio de 2023   | ITF Bragado, Argentina                     | 25.000 | Arcilla    | Solana Sierra      | 6–4, 6–1         |
| Campeona  | 7–2 | agosto de 2023  | ITF Junín, Argentina                       | 25.000 | Arcilla    | Solana Sierra      | 3–6, 7–6(2), 6–1 |
| Finalista | 7–3 | octubre de 2023 | ITF Mendoza, Argentina                     | 25.000 | Arcilla    | Solana Sierra      | 1–6, 3–6         |
| Campeona  | 8–3 | mayo de 2025    | ITF Trelew, Argentina                      | 15.000 | Dura       | Victoria Bosio     | 3–6, 6–2, 6–1    |
| Finalista | 8–4 | mayo de 2025    | ITF Trelew II, Argentina                   | 15.000 | Dura       | Victoria Bosio     | 6–7(1), 4–6      |

### Dobles: 11 (7 títulos, 4 subcampeonatos)
| Resultado | G–P | Fecha              | Torneo                                  | Nivel  | Superficie | Pareja                    | Oponentes                                    | Puntaje             |
| --------- | --- | ------------------ | --------------------------------------- | ------ | ---------- | ------------------------- | -------------------------------------------- | ------------------- |
| Finalista | 0–1 | agosto de 2018     | ITF Guayaquil, Ecuador                  | 15.000 | Arcilla    | Camila Romero             | Fernanda Brito Sofía Luini                   | 6–7(5), 3–6         |
| Finalista | 0–2 | junio de 2019      | ITF Tabarka, Túnez                      | 15.000 | Arcilla    | Anna Turati               | Fanny Östlund Alexandra Viktorovich          | 3–6, 6–2, [8–10]    |
| Campeona  | 1–2 | julio de 2019      | ITF Tabarka II, Túnez                   | 15.000 | Arcilla    | Yuliana Lizarazo          | Diana Chehoudi Noa Liauw a Fong              | 6–2, 6–1            |
| Campeona  | 2–2 | abril de 2022      | ITF São Paulo, Brasil                   | 15.000 | Arcilla    | Fernanda Labraña          | Fernanda Astete Marian Gómez Pezuela Cano    | 6–2, 6–1            |
| Campeona  | 3–2 | mayo de 2022       | ITF Curitiba, Brasil                    | 15.000 | Arcilla    | Fernanda Labraña          | Ana Filipa Santos Noelia Zeballos            | 6–1, 6–4            |
| Campeona  | 4–2 | mayo de 2022       | ITF São Paulo II, Brasil                | 15.000 | Arcilla    | Fernanda Labraña          | Romina Cuño Noelia Zeballos                  | 7–6(1), 3–6, [10–7] |
| Finalista | 4–3 | julio de 2023      | ITF Santo Domingo, República Dominicana | 25.000 | Arcilla    | Noelia Bouzo Zanotti      | Leonie Küng Ksenia Laskutova                 | 4–6, 6–3, [3–10]    |
| Campeona  | 5–3 | septiembre de 2023 | ITF Luján, Argentina                    | 25.000 | Arcilla    | Fernanda Labraña          | Nicole Fossa Huergo Luisa Meyer en la Heide  | 6–2, 7–5            |
| Campeona  | 6–3 | mayo de 2025       | ITF Trelew, Argentina                   | 15.000 | Dura       | Marian Gómez Pezuela Cano | Luciana Moyano Camila Romero                 | 6–0, 7–6(9)         |
| Finalista | 6–4 | mayo de 2025       | ITF Trelew II, Argentina                | 15.000 | Dura       | Marian Gómez Pezuela Cano | Luciana Moyano Camila Romero                 | 1–6, 4–6            |
| Campeona  | 7–4 | agosto de 2025     | ITF Pergamino, Argentina                | 35.000 | Arcilla    | Julia Riera               | Luisina Giovannini Marian Gómez Pezuela Cano | 6–4, 6–2            |